# Martin Goldenbaum

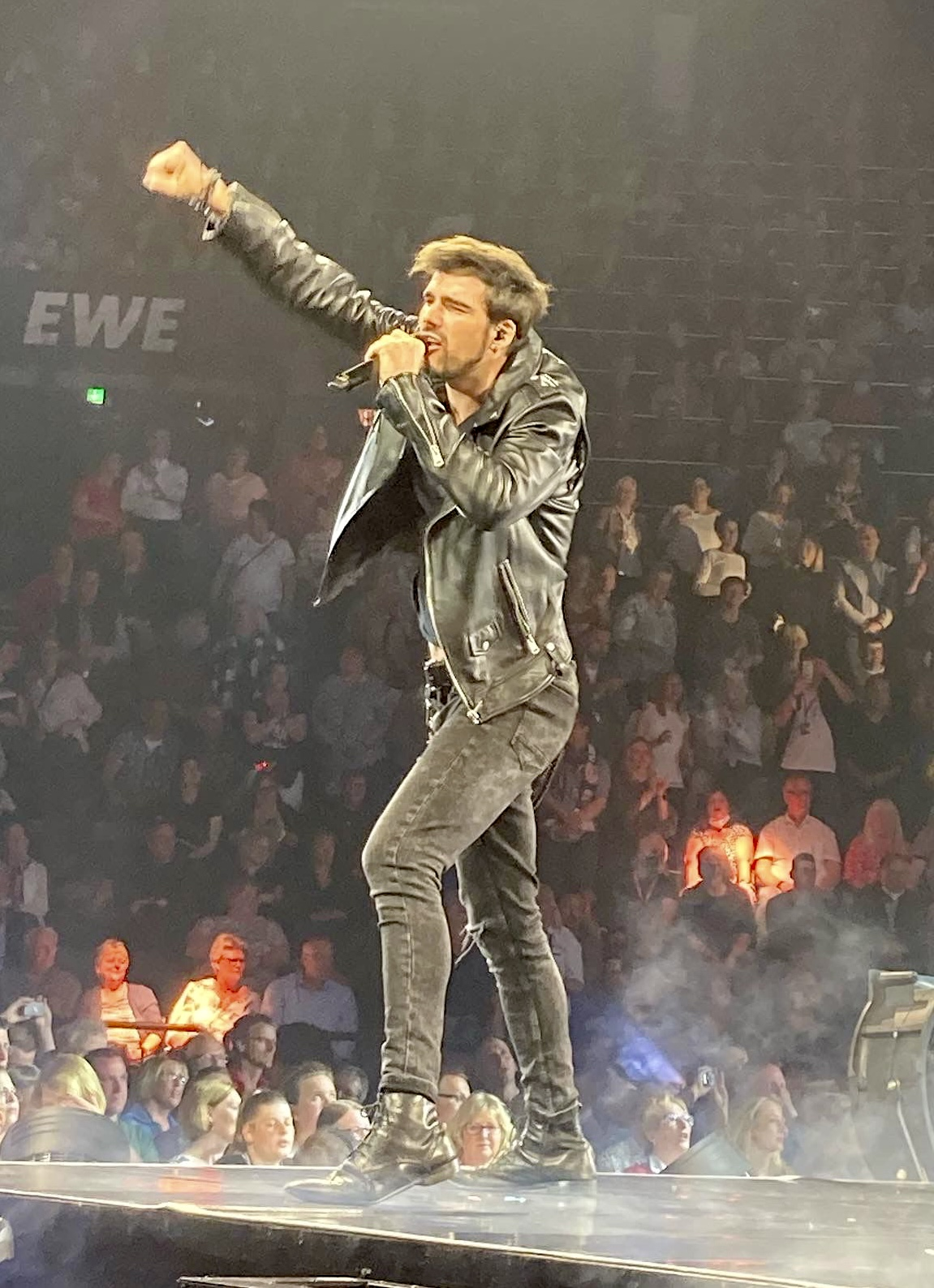
Martin Goldenbaum beim Schlagerfest XXL in Oldenburg (2022)

Martin Goldenbaum (* 29. September 1978 in Waren (Müritz), Künstlername: Martingo) ist ein deutscher Musiker, Sänger und Liedermacher.

## Leben
Goldenbaum wuchs in Malchow mit seinen zwei Schwestern auf. Bis 1995 besuchte er die Johann-Wolfgang-von-Goethe-Schule in Malchow und absolvierte nach der 10. Klasse eine Lehre zum Kfz-Mechaniker. 1995 begann er mit ersten musikalischen Versuchen, aus denen die Punkband „Bigos“ (1996–2001) entstand. Es folgten bundesweit Konzerte, zwei Alben und eine EP wurden veröffentlicht.
Nach einer Fahrlehrerausbildung im Jahre 1999 arbeitete er anschließend in der Fahrschule seiner Eltern, wo er Bootsfahrschüler ausbildete. Seinen Zivildienst machte er im Krankenhaus in Plau am See. Später arbeitete er noch als Kfz-Mechaniker in Amsterdam und zuletzt als Decksmann und Matrose bei einer Berliner Reederei. Seit 2002 lebt Goldenbaum in Berlin.
In Berlin startete er einen musikalischen Neuanfang als Liedermacher. Er spielt bundesweit Konzerte, veröffentlichte unter dem Künstlernamen „Martingo“ seine Alben und ist Mitbegründer der Berliner Lesebühne „Die Lesershow“. Im April 2008 gründete er zusammen mit seiner Kollegin Johanna Zeul das Plattenlabel „Gold und Tier“.
Seit 2017 ist Martin Goldenbaum Gründungsmitglied, Sänger, Gitarrist und Songwriter der Deutschrock-Band Brenner.

## Diskografie
- 2005: Rätselraten (Goodlife-Records/Pängg-Distribution) (Album)
- 2007: Leises Rauschen (Südpolmusic/Alive) (Album)
- 2009: Bügeln mit System (Gold und Tier/Broken Silence) (Album)
- 2011: Anker (Reptiphon/Broken Silence) (Album)
- 2013: Dreißig (Bosworth Recorded Music) (Single)
- 2014: Die Liebe ist ein seltsames Spiel (Bosworth Recorded Music) (Single)
- 2014: Optimist (Bosworth Recorded Music) (Album)
- 2015: Ich geh'mit deiner Freundin tanzen – Live (Bosworth Recorded Music) (Single)
- 2016: Aktualisiert (Bosworth Recorded Music) (EP)
- 2018: Überflieger (Bosworth Recorded Music) (Album)
- 2019: Melodie aus der Ferne (Bosworth Recorded Music) (Single)